# Sungai Jeruk
Sungai Jeruk is een bestuurslaag in het regentschap Tanjung Jabung Timur van de provincie Jambi, Indonesië. Sungai Jeruk telt 1259 inwoners (volkstelling 2010).